# Pearlington
Pearlington è un centro abitato e un census-designated place (CDP) degli Stati Uniti d'America, situata nella contea di Hancock, nello Stato del Mississippi.